# Gracilinanus emilae
Gracilinanus emilae e вид опосум от семейство Didelphidae.

## Разпространение
Видът обитава тропически гори няколко местообитания в Колумбия, Бразилия, Венецуела, Суринам и Френска Гвиана.